# Бави (уезд)
Бави (вьет. Ba Vì) — уезд Вьетнама (huyện), один из семнадцати сельских уездов, входящих в состав Ханоя. Площадь — 430 км² (крупнейшая по площади административная единица города), население — 256,2 тыс. человек, административный центр — город Тэйданг (вьет. Tây Đằng).

## География
Уезд Бави расположен на северо-западе от центра Ханоя, в излучине реки Хонгха, при слиянии её с рекой Да (эти реки составляют западную, северную и северо-восточную границу уезда). На востоке Бави граничит с городом Шонтэй, на юго-востоке — с уездом Тхатьтхат, на юге — с провинцией Хоабинь, на западе и севере — с провинцией Футхо, на северо-востоке — с провинцией Виньфук.
На территории уезда Бави расположены два довольно крупных искусственных озера — Шуойхай (вьет. Suối Hai) и Донгмо (вьет. Đồng Mô). Они находятся в водоразделе реки Тить (вьет. Tích), которая протекает через западные пригороды Ханоя и впадает в реку Дэй (вьет. Đáy).

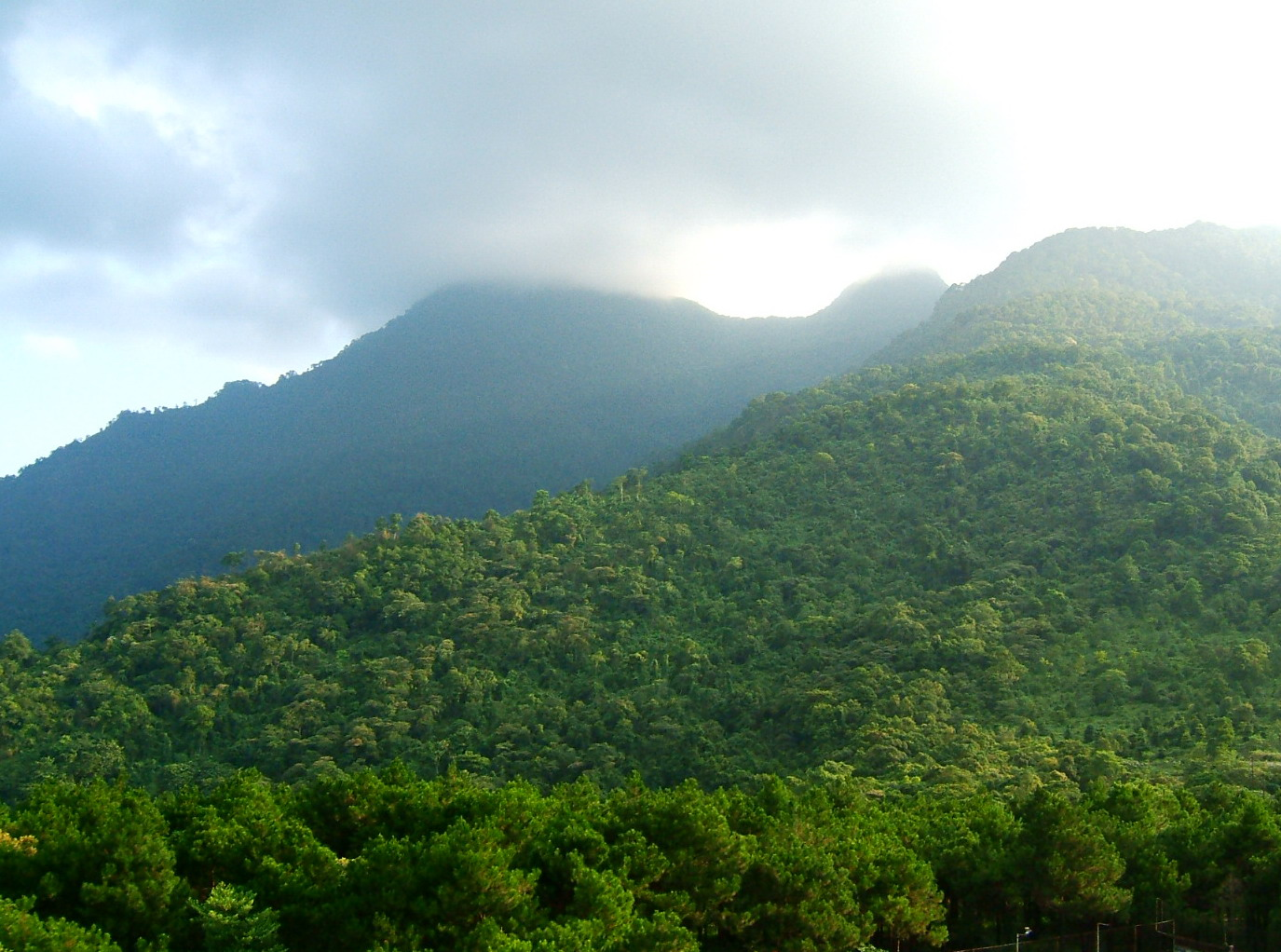
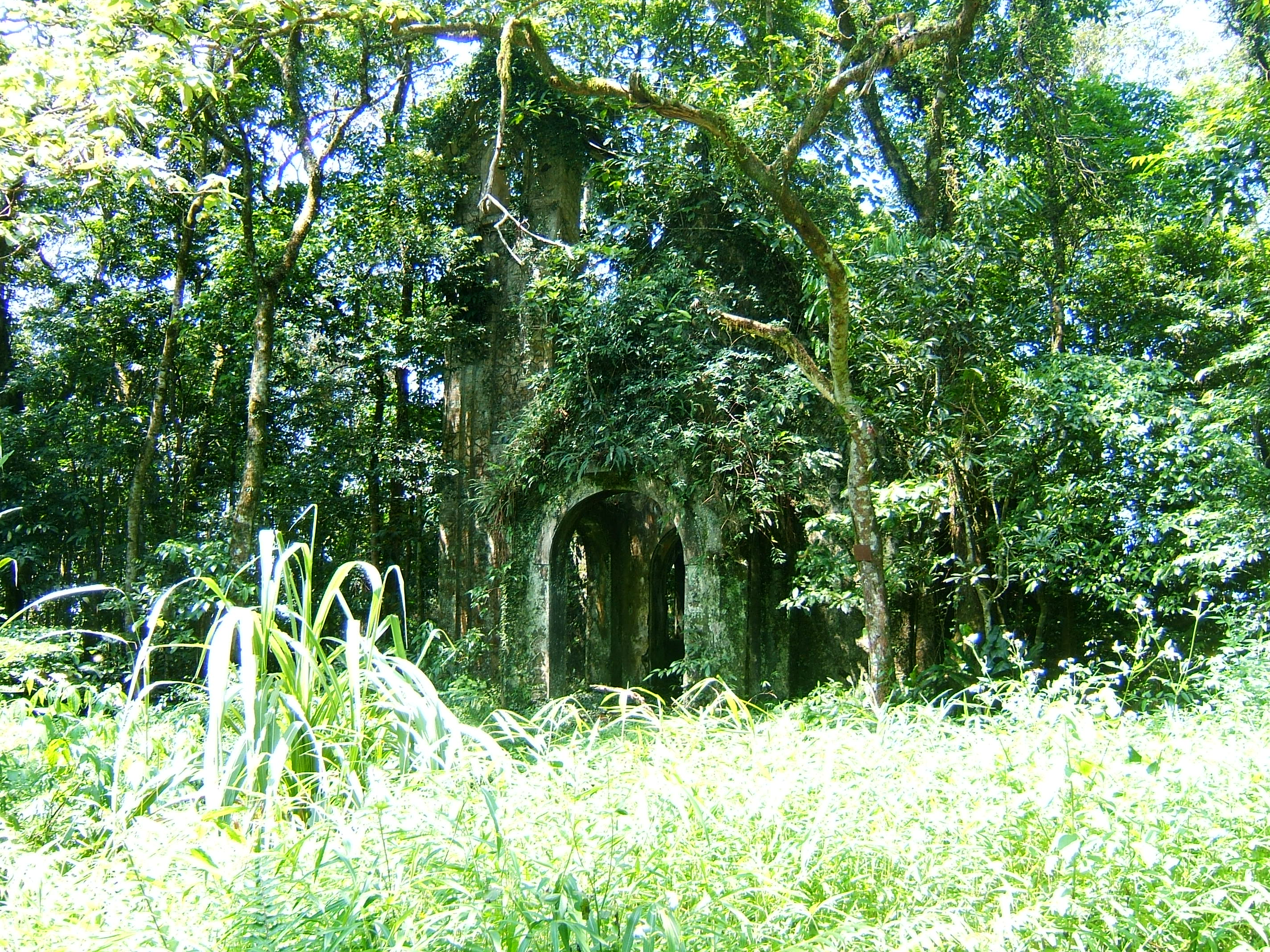
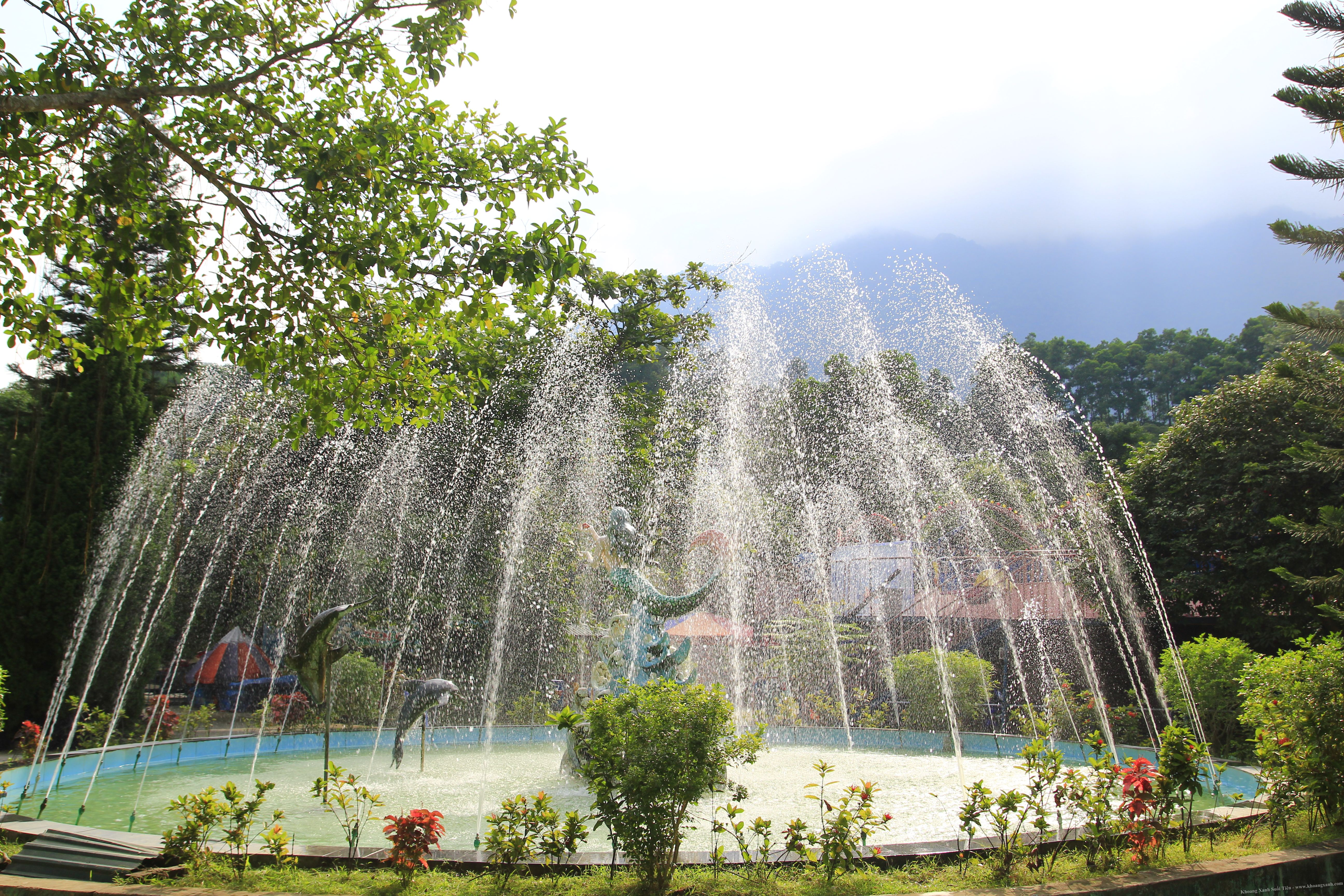
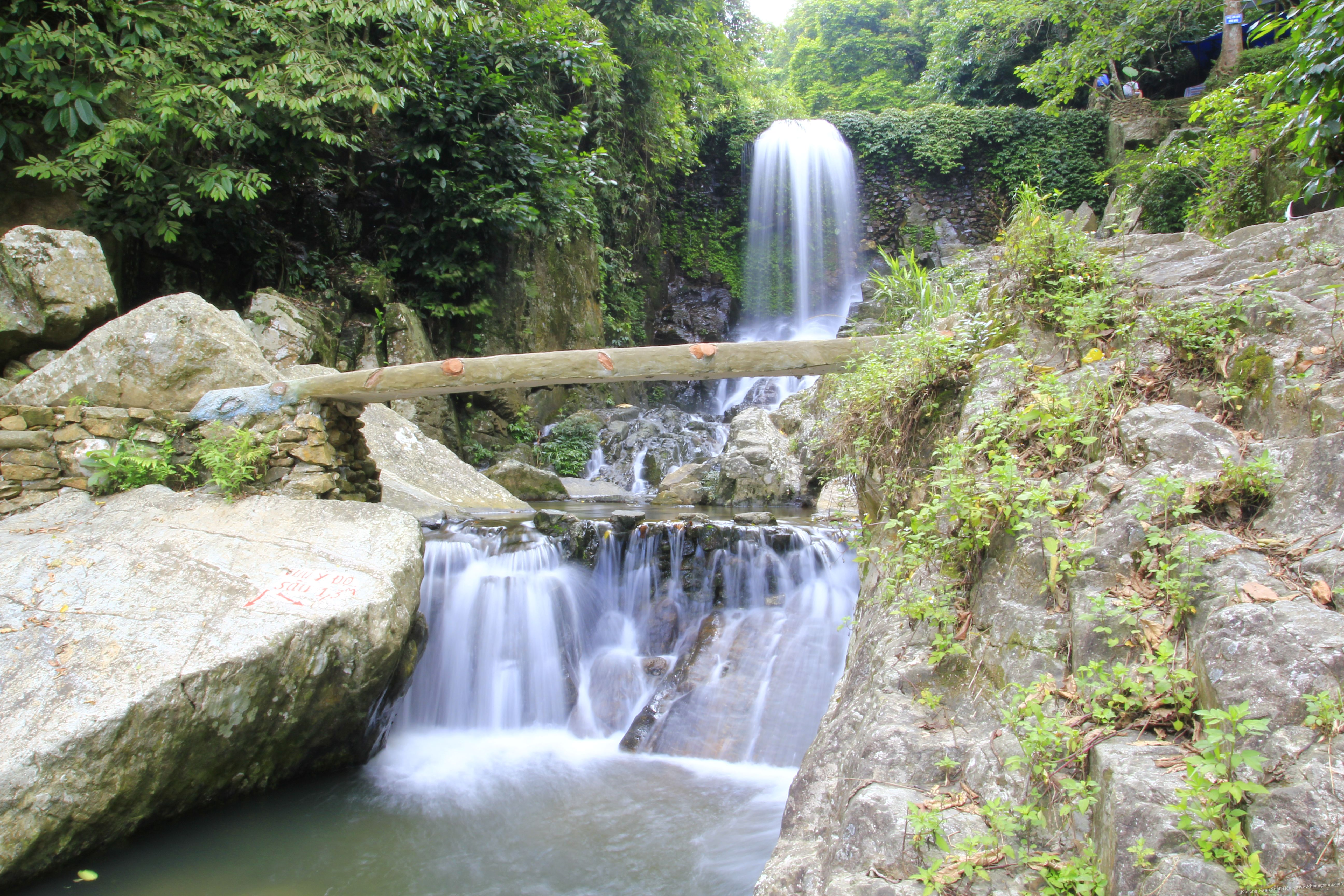
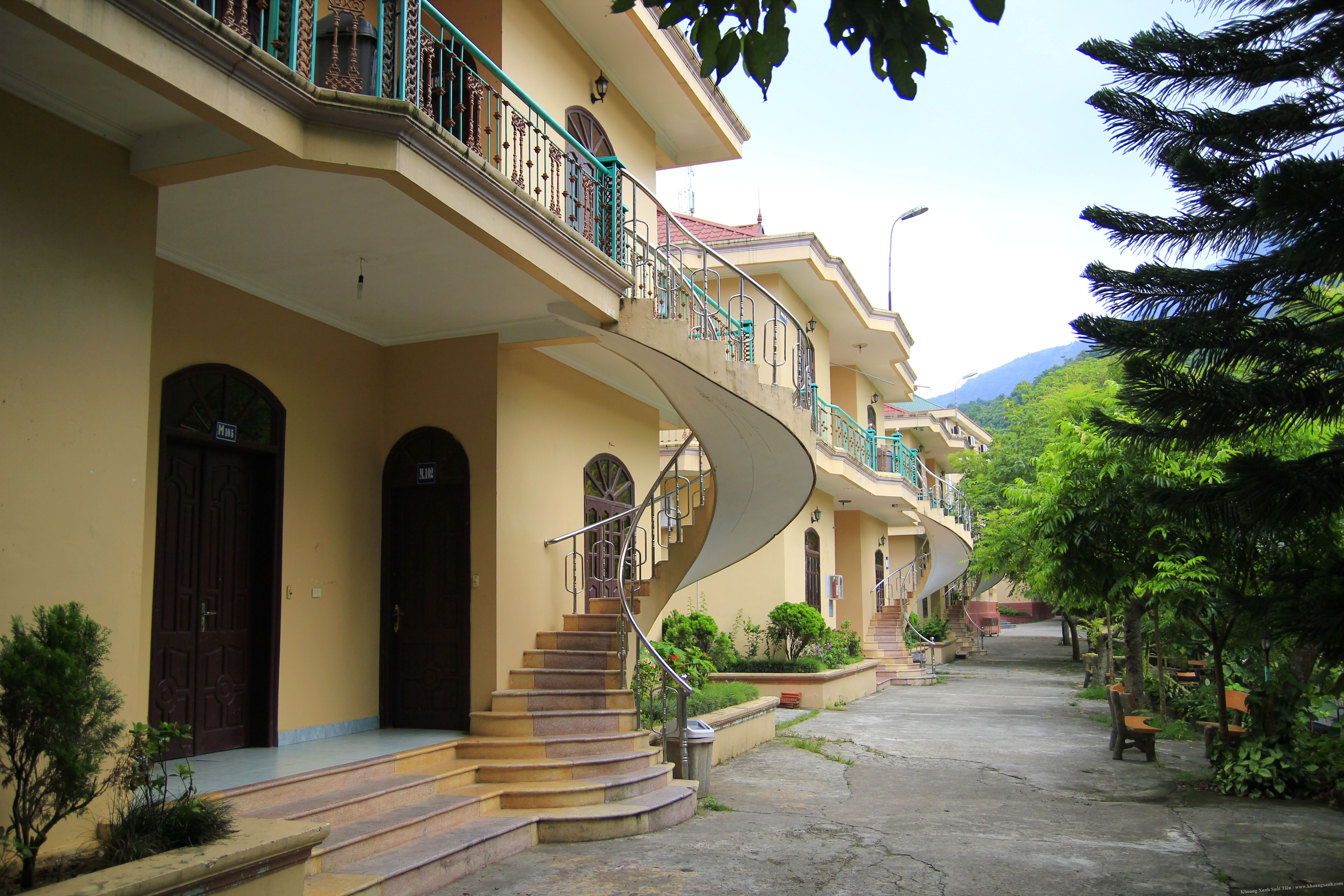

## История
Уезд Бави был создан в 1968 году путём объединения старых уездов Батбат (вьет. Bất Bạt), Тунгтхьен (вьет. Tùng Thiện) и Куангоай (вьет. Quảng Oai) провинции Хатэй. В 1975—1978 году Бави входил в состав провинции Хашонбинь (вьет. Hà Sơn Bình), а с 1978 по 1991 год был подчинён городу Ханой. По состоянию на 1982 год семь общин уезда (Кодонг (вьет. Cổ Đông), Дыонглам (вьет. Đường Lâm), Кимшон (вьет. Kim Sơn), Шондонг (вьет. Sơn Đông), Тханьми (вьет. Thanh Mỹ), Чунгшончам (вьет. Trung Sơn Trầm) и Суаншон (вьет. Xuân Sơn)) находились под управлением города Шонтэй, а две общины (Титьзянг (вьет. Tích Giang) и Чатьмилок (вьет. Trạch Mỹ Lộc)) — под управлением уезда Фуктхо.
В 1987 году был основан город Куангоай, который с 1991 по 2008 год входил в состав провинции Хатэй. В 1994 году Куангоай объединился с общиной Тэйданг и сформировал город Тэйданг. Накануне реорганизации 2008 года уезд Бави состоял из одного города и 31 общины. Летом 2008 года, в ходе расформирования провинции Хатэй, уезд Бави вновь вошёл в состав Ханоя, а община Тандык (площадь свыше 454 га, население — 2,7 тыс. человек) была подчинена городу Вьетчи (провинция Футхо).

## Население
По состоянию на 1999 год в уезде Бави проживало 242,6 тыс. человек, в 2009 году — более 265 тыс. человек. Кроме вьетов, составляющих абсолютное большинство жителей, в уезде проживают также мыонги и яо.

## Административное деление

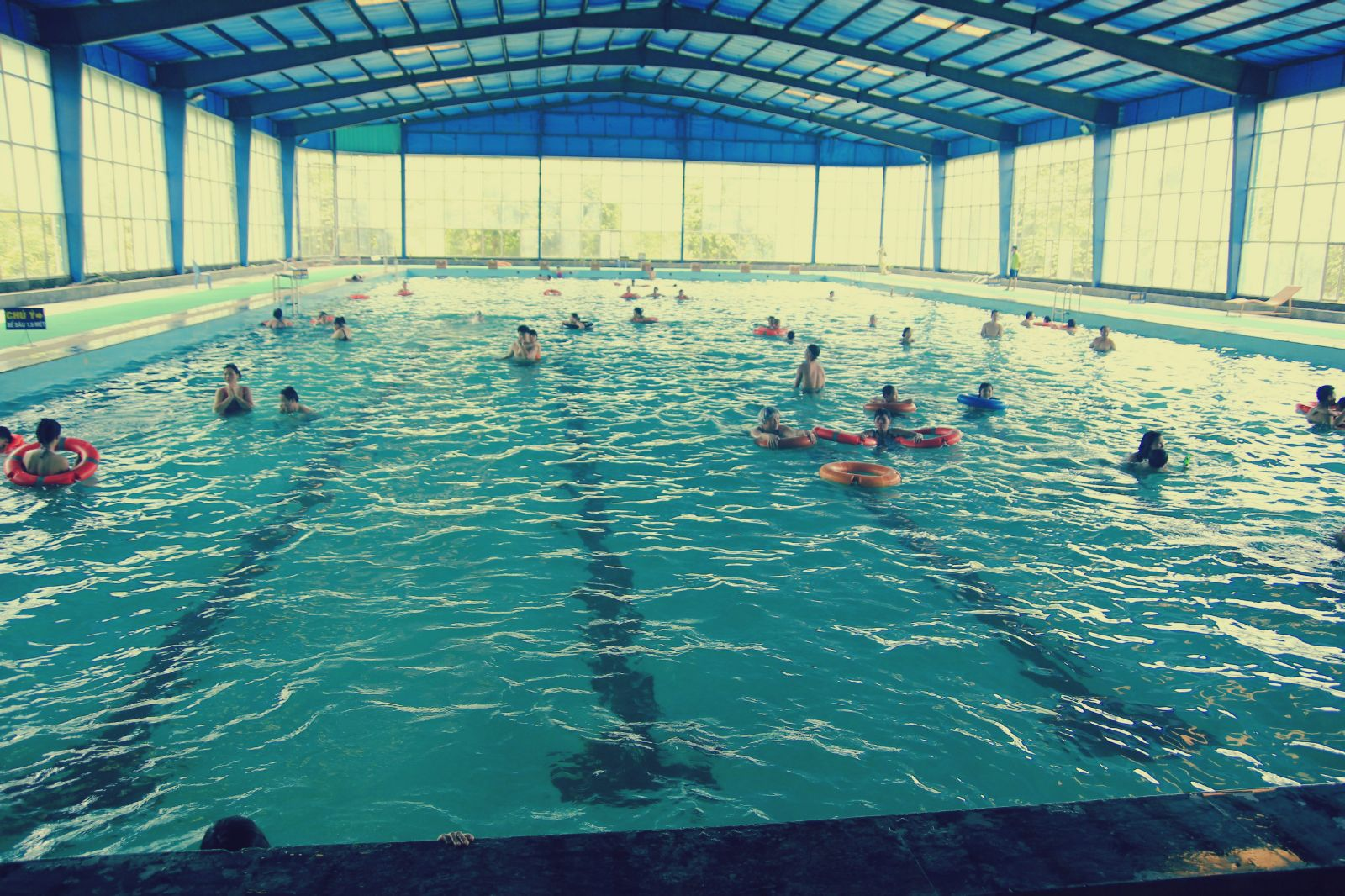
Бассейн в общине Ванхоа

В настоящее время в состав уезда Бави входят один город — Тэйданг и 30 общин — Бачай (вьет. Ba Trại), Бави (вьет. Ba Vì), Камлинь (вьет. Cẩm Lĩnh), Камтхыонг (вьет. Cam Thượng), Тяушон (вьет. Châu Sơn), Тюминь (вьет. Chu Minh), Кодо (вьет. Cổ Đô), Донгкуанг (вьет. Đông Quang), Донгтхай (вьет. Đồng Thái), Кханьтхыонг (вьет. Khánh Thượng), Миньтяу (вьет. Minh Châu), Минькуанг (вьет. Minh Quang), Фонгван (вьет. Phong Vân), Футяу (вьет. Phú Châu), Фукыонг (вьет. Phú Cường), Фудонг (вьет. Phú Đông), Фуфыонг (вьет. Phú Phương), Фушон (вьет. Phú Sơn), Шонда (вьет. Sơn Đà), Танхонг (вьет. Tản Hồng), Танлинь (вьет. Tản Lĩnh), Тхайхоа (вьет. Thái Hòa), Тхуанми (вьет. Thuần Mỹ), Тхюиан (вьет. Thụy An), Тьенфонг (вьет. Tiên Phong), Тонгбат (вьет. Tòng Bạt), Ванхоа (вьет. Vân Hòa), Вантханг (вьет. Vạn Thắng), Ватлай (вьет. Vật Lại) и Йенбай (вьет. Yên Bài).

## Транспорт
Через уезд Бави (в том числе через город Тэйданг) проходит национальное шоссе № 32, которое соединяет город Шонтэй с провинцией Футхо и далее с городами северо-западного Вьетнама. На шоссе № 32 в общине Тхайхоа расположен мост Чунгха (вьет. Trung Hà) через реку Да. Южнее моста Чунгха на шоссе № 87А через реку Да переброшен мост Донгкуанг (вьет. Đồng Quang).
В пределах уезда Бави на судоходных реках Хонгха, Да и Тить имеется несколько пристаней.

## Туризм

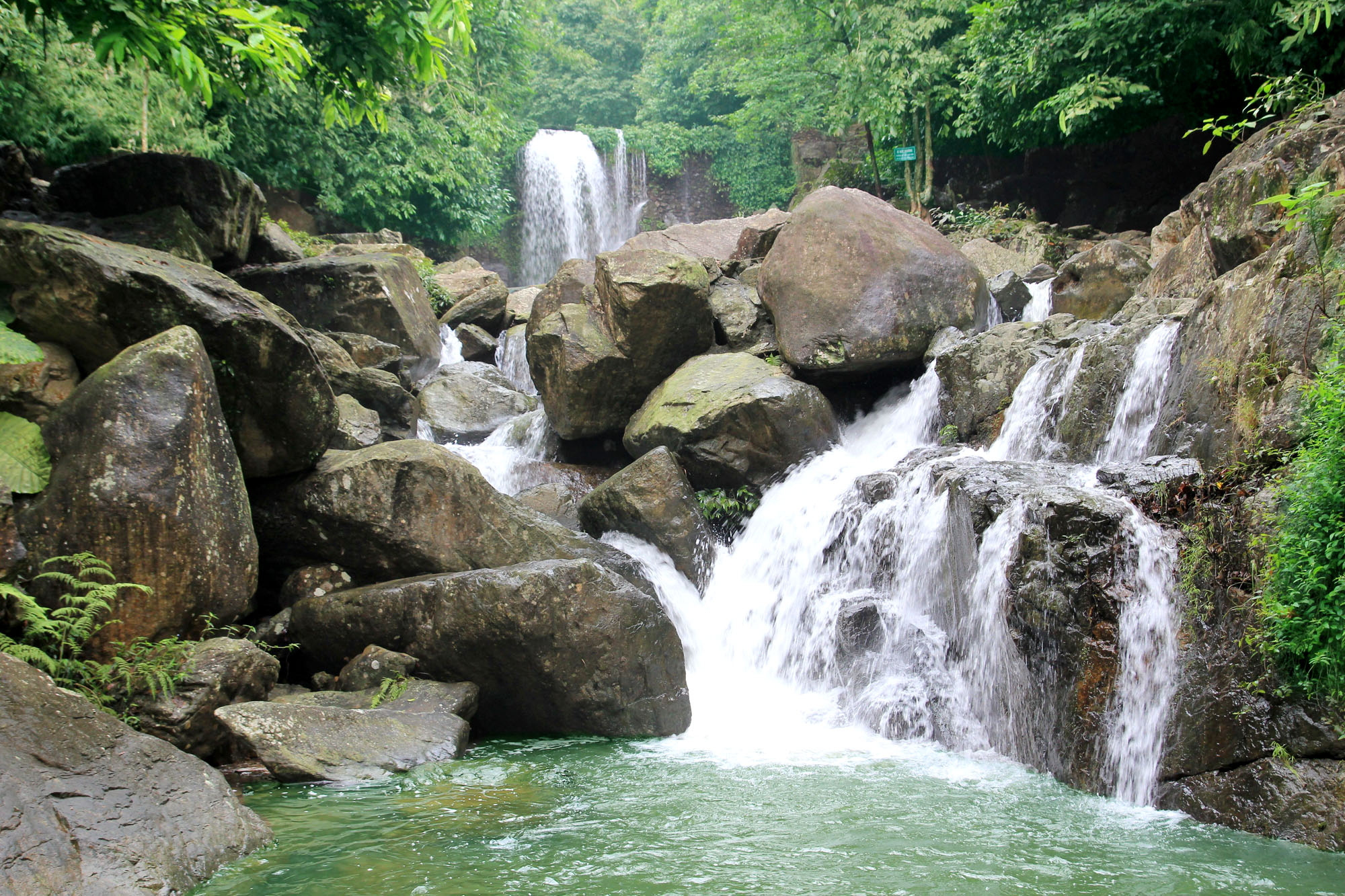
Парк на территории уезда Бави

Часть территории уезда Бави занимает одноимённый национальный парк, основанный в 1991 году. Он привлекает жителей Ханоя и иностранных туристов, которые решили отдохнуть от городской суеты. Большую часть территории парка занимает горный хребет Бави, покрытый густыми тропическими лесами (юго-восточные районы уезда). Вокруг озера Донгмо (вьет. Đồng Mô) расположена вторая по значению туристическая зона уезда. На берегу реки Да находится мемориальный дом Хо Ши Мина.

## Сельское хозяйство
Значительная часть территории уезда Бави занята полями, плантациями и огородами. Крестьяне Бави поставляют на рынки Ханоя рис, овощи (в том числе маниок), фрукты, чай, лекарственные растения, мясо, сыр, молоко и пресноводную рыбу. В последние годы сельскохозяйственные земли сокращаются, на их месте вырастают курортные комплексы, гостиницы и коттеджные посёлки.

## Образование и наука
В общине Танлинь расположен один из шести кампусов Вьетнамского национального университета. В уезде Бави базируется исследовательский центр коров и фуража.

## Культура
В общине Шонда проходит праздник деревни Кхетхыонг, посвящённый божеству местных гор и сопровождающийся играми и борьбой. В общине Камтхыонг проходит храмовый праздник, который посвящён матери сестёр Чынг и сопровождается процессиями, жертвоприношениями, гонками на лодках и кукольными представлениями. В общине Танхонг проходит праздник Ванша, посвящённый принцу Чан Куок Кхангу и воительницам-сёстрам Чынг (он сопровождается яркой процессией крестьян, занятых разведением тутовых шелкопрядов и ткачеством шёлка).